# Fluvoxamina
La fluvoxamina és un medicament antidepresiu inhibidor selectiu de la recaptació de la serotonina (ISRS). Està indicat pel tractament dels trastorn depresiu major i trastorn obsessiu compulsiu (TOC) i trastorn per estrès posttraumàtic. És un medicament que actua al sistema nerviós central. Abbott Healthcare fabrica Fluvoxamina maleat en comprimits recoberts amb el nom de Dumirox.

## Presentació i dosi
A Espanya està comercialitzat com a EFG i Dumirox.
Es presenta en forma de comprimits de 100 mg. La dosi habitual és de 100 mg. una vegada al dia (depenent de la patologia a tractar i la seva gravetat).